# Grace Verbeke
Pour les articles homonymes, voir Verbeke.
Grace Verbeke, née le 12 novembre 1984 à Roulers, est une coureuse cycliste belge, professionnelle entre 2006 et 2014. Elle a notamment remporté en 2010 le Tour des Flandres, deuxième épreuve de la Coupe du monde sur route.

## Palmarès sur route
- 2009
  - Tour féminin en Limousin :
    - Classement général
    - 1re étape

  - 6e étape du Tour de l'Ardèche
  - 2e du Grand Prix Elsy Jacobs
  - 2e du Tour de l'Ardèche
  - 3e du Chrono champenois
  - 4e du Grand Prix de Plouay
  - 5e du Tour de Drenthe
  - 6e du Tour de Berne
  - 9e du championnat du monde sur route
  - 10e du Tour des Flandres
- 2010
  - 7e de la Coupe du monde de cyclisme sur route féminine 
  -  Championne de Belgique du contre-la-montre
  - Tour des Flandres
  - Valkenburg Hills Classic
  - 3e du Circuit Het Nieuwsblad féminin
  - 4e de la Flèche wallonne féminine (Cdm)
  - 6e du championnat du monde sur route
  - 6e de l'Open de Suède Vårgårda (Cdm)
- 2011
  - Dwars door de Westhoek
  - Finale Lotto Cycling Cup
  - 2e du championnat de Belgique du contre-la-montre
  - 3e du Tour féminin en Limousin
  - 7e du Tour des Flandres (Cdm)
  - 8e du Trofeo Alfredo Binda-Comune di Cittiglio (Cdm)

### Classement mondiaux
| Année                                 | 2009 | 2010 | 2011 | 2012 | 2013 | 2014 |
| ------------------------------------- | ---- | ---- | ---- | ---- | ---- | ---- |
| Classement UCI                        | 13e  | 9e   | 19e  | nc   | nc   | 421e |
| Coupe du monde                        | 9e   | 7e   | nc   | nc   | nc   | nc   |
|                                       |      |      |      |      |      |      |
| Légende : nc = non classéSource : UCI |      |      |      |      |      |      |

## Palmarès en VTT
- 2015
  -  Championne de Belgique de beachrace
- 2016
  -  Championne de Belgique de beachrace
- 2022
  -  Championne de Belgique de beachrace
- 2023
  -  Championne de Belgique de beachrace

## Distinctions
- Trophée Flandrien : 2008, 2009 et 2011